# Tadeusz Hollender
Tadeusz Hollender (30 tháng 5 năm 1910 - 31 tháng 5 năm 1943) là một nhà thơ, dịch giả và nhà văn châm biếm người Ba Lan. Trong thời kỳ thế chiến thứ hai diễn ra, ông đã viết các bài báo và bài thơ châm biếm cho các cơ quan báo chí ngầm, và cũng vì lý do này ông đã bị lực lượng cảnh sát ngầm Gestapo của Đức Quốc Xã bắt giữ và hành quyết vào tháng 5 tại nhà tù khét tiếng Pawiak.

## Tiểu sử
Từ năm 1929 đến năm 1933, Tadeusz Hollender học chuyên ngành Luật và Ngữ văn Ba Lan tại Đại học Jan Kazimierz ở Lviv. Năm 1929, Hollender ra mắt công chúng với vai trò là một nhà thơ. Kể từ năm 1933, ông làm việc trong ban biên tập cho tạp chí "Yesterday - Today - Tomorrow". Ông chuyển đến sống ở Warsaw vào năm 1937. Năm 1938, ông đi du lịch vòng quanh Palestine, Hy Lạp, Thổ Nhĩ Kỳ và Romania và đồng thời gửi báo cáo về cho các tòa soạn tạp chí Ba Lan. Sau khi quân Đức chiếm đóng Lviv vào năm 1941, ông trở về thủ đô Warsaw. Ông làm việc cùng với Bộ thông tin và truyền thông của lực lượng Armia Krajowa.